# 서영애
서영애는 대한민국의 여성 성우 겸 배우이다. 1970년 연극배우 첫 데뷔 후 같은 해(1970년) MBC 공채 4기 성우 입사하였다. 문화방송 성우극회(프리랜서)의 소속.

## 주요 출연작품

### 애니메이션
- 《핑크팬더》 (MBC)
- 《소년 코나의 모험》 (MBC)
- 《유령대소동》 (MBC)
- 《귀염둥이 친구들》 (MBC)
- 《우주용사 다이노서》 (MBC)
- 《톰 소여의 모험》 (MBC)
- 《피터팬의 모험》 (MBC) - 슬라이트리
- 《천년여왕》 (MBC)
- 《소공녀 세라》 (MBC) - 아메리아
- 《천사소녀 새롬이》 (MBC)
- 《들장미소녀 캔디》 (MBC) - 포니 선생님
- 《우주보안관 장고》 (MBC)
- 《마이티 마우스》 (MBC)
- 《마르코 폴로의 모험》 (MBC)
- 《용감한 죠리》 (MBC)
- 《말괄량이 뱁스》 (MBC) - 햄튼 J. 피그
- 《샤롯트》 (MBC) - 새미 / 짐

### 애니메이션 영화
- 《머털도사와 108요괴》 (MBC)
- 《머털도사와 또매》 (MBC) - 또매 어머니
- 《장독대》(MBC)

### 영화
- 《비벌리힐즈의 아이들》 (MBC) - 신디
- 《소돔과 고모라》 (MBC) - 말렙(클라우디아 모리)
- 《최후의 총잡이》 (MBC) - 수잔(바버라 허시)
- 《5번가의 비명》 (MBC)
- 《프렌지》 (MBC)

### 외화
- 《애꾸눈 해피》 (MBC) - 사라

### 연극
- 1998년 《불효자는 웁니다》 - 부산 대포집 포주 역 ... 경상남도 부산 자갈치 시장 정보통
- 2002년 《애수의 소야곡》 - 부산 아낙네 역 ... 마지막 행상을 끝내는 송씨 처한테 자갈치 한 묶음을 짭짤한 가격으로 산 경상남도 부산 아낙네

### 드라마
- 1998년 《여자 대 여자》(MBC) - 경상남도 창원 지역에서부터 잠시 서울 방문 온 경상남도 밀양댁 소은영(성윤호 처) 역
- 1999년 《점프》(MBC) - 강하민 역
- 2000년 《논스톱》(MBC) - 서도영 역
- 1993년 《당신이 그리워질때》(KBS1)
- 2001년 《여인천하》 (SBS) - 김 상궁 역
- 1992년 《검은 자화상》 (KBS2) - 오금녀 역
- 1995년 《두 아빠》(MBC) - 강남숙 역
- 1984년 《조선왕조 오백년》(MBC)
- 1985년 《갯마을》(MBC)
- 1991년 《드라마 게임》(KBS2)
- 1987년 《야호》(MBC)
- 1994년 《무당》 (KBS2)
- 1996년 《남자 셋 여자 셋》(MBC) - 말레이시아(수도 콸라룸푸르)로 이주를 떠남한지도 13년차 말레이시아 한인 교포 41세 원숭이띠 편일숙 여사 역
- 1992년 《백번 선본 여자》 (KBS2) - 오 여사 역
- 1999년 《부부클리닉 사랑과 전쟁》(KBS2》
- 1991년 《행복어사전》 (MBC)
- 1993년 《굿모닝 영동》 (KBS2)
- 1993년 《사랑의 조건》 (SBS) - 성훈 모 역
- 1993년 《걸어서 하늘까지》(MBC)
- 1987년 《TV 손자병법》(KBS)
- 1994년 《사라비아 공화국》(KBS2)
- 1999년 《남의 속도 모르고》(MBC) - 서심주 역
- 1996년 《감성세대》(EBS) - 경화 모 역
- 1995년 《LA아리랑》(SBS) - 토니 엘리 모크(목형복) 역
- 1985년 《임진왜란》 (MBC) - 금 상궁(대전 상궁) 역
- 1996년 《용의 눈물》(KBS1) - 염 상궁 역
- 1993년 《제3공화국》(MBC) - 공덕귀 역
- 1998년 《순풍산부인과》(SBS)
- 1994년 《한명회》(KBS2) - 나 상궁 역
- 2000년 《뉴 논스톱》 (MBC) - 주영주 역
- 1971년 《수사반장》(MBC)
- 1992년 《질투》(MBC)
- 1981년 《민족풍속도》(MBC)
- 1991년 《동요나라》(MBC) - 민수 엄마 역
- 1994년 《딸부잣집》(KBS2) - 오인태 어머니 역
- 2000년 《가문의 영광》(MBC) - 경기도 오산 지역에서부터 잠시 서울로 안부 전화를 걸어 온 경기 오산의 충청북도 청주댁 한경옥 여사 역(목소리 출연)
- 2005년 《점프》(EBS) - 송다영 역
- 2006년 《점프 시즌 2기》(EBS) - 송다영 역
- 2008년 《가문의 영광》(SBS) - 장공숙 역
- 2003년 《사막의 샘》(MBC)
- 2003년 《찔레꽃》 (KBS1) - 명자 역
- 1991년 《이별의 시작》 (MBC)
- 1999년 《네 꿈을 펼쳐라》(EBS) - 영심 어머니 역
- 1996년 《자반고등어》(MBC) - 장옥자 역
- 1995년 《목욕탕집 남자들》(KBS2)
- 1991년 《여명의 눈동자》(MBC) - 신 여사(상범 어멈) 역